# Auguste-Charlotte de Schönberg
Auguste Charlotte, comtesse de Kielmannsegge, née le 18 mai 1777 au château de Hermsdorf près de Dresde et morte le 26 avril 1863 à Plauen près de Dresde, de bonne noblesse saxonne, amie de la France, admise grâce à la duchesse de Courlande auprès de Napoléon et à la cour impériale, est à partir de 1809 un agent de renseignements tout dévoué à l'Empereur.

## Biographie

### Enfance et jeunesse
Son père, Peter August von Schönberg, était maréchal du palais à la cour de l’Électeur de Saxe. Orpheline dès l'âge de dix ans, elle est confiée aux soins de sa grand-mère et d'une vieille gouvernante, laquelle saura mettre en valeur les capacités à l'autorité et la fermeté du caractère dont fera preuve Charlotte tout au long de sa vie.

### Mariages
Héritière de nombreux domaines en Saxe, elle épouse en 1796 le comte August Zu Lynar (de) qui meurt brutalement d'une crise d'apoplexie en 1800.
Possédant une des plus grosses fortunes de Saxe, cette jeune veuve, belle, intelligente,[réf. nécessaire] se remarie en 1802 avec le comte Ferdinand de Kielmannsegge, capitaine d'origine hanovrienne, qui se révèlera être totalement pénétré des idées prussiennes et sera un ennemi juré des Français et de Napoléon.
Ses intrigues politiques, son alliance avec les conjurés qui préparent un attentat contre Jérôme Bonaparte, roi de Westphalie, ses actes de basse conspiration, le font connaître de la cour de Napoléon. Il est arrêté et emprisonné.
Par contre la comtesse, admirative de la France et de l'Empereur, n'a rien à voir avec son époux. Cette situation amène rapidement la séparation du couple.[réf. nécessaire]

## Son action

### Rencontres avec Talleyrand et Napoléon
Influencée par la duchesse de Courlande, grande amie de Talleyrand, Charlotte de Kielmannsegge se rend en France dès 1809 et fréquente les milieux proches de Talleyrand.
Napoléon, de qui elle est connue par les intrigues de son mari et les récits de la duchesse de Courlande, l'invite à la cour, la reçoit en audience privée, lui offre de demeurer en France et accède à son souhait de faire libérer son mari, malgré tout ce que l'on peut lui reprocher.
La comtesse de Kielmannsegge fait la connaissance de Fouché, entretient des relations avec l'entourage de Napoléon en particulier avec le duc De Rovigo futur ministre de la Police, qui sur ordre de Napoléon « désirait beaucoup gagner l'amitié de la comtesse. ».
C'est aussi pour elle l'occasion de devenir amie avec le roi et la reine de Westphalie.
Observatrice attentive, elle devient pour Napoléon un intermédiaire et une informatrice de premier plan dans ses relations entre Dresde et Paris. Elle devine la duplicité et l'implication de Talleyrand et de la duchesse de Courlande dans plusieurs affaires.
En 1811, lors d'un séjour chez la duchesse à Saint-Germain-en-Laye, elle surprend Talleyrand, Nesselrode et le colonel Tchernychev attaché militaire du Tsar, résidant à l'ambassade de Russie, écrivant une lettre au tsar Alexandre Ier. Il s'avérera que ce colonel est compromis dans une affaire d'espionnage. Il se faisait remettre des renseignements par un employé nommé Michel, appartenant au ministère de la Guerre. Napoléon renverra le colonel pour espionnage.
Les relations avec Talleyrand vont se distendre et « à partir de ce jour je cessais de donner libre cours en sa présence à ma gaîté naturelle : nos relations ne furent plus qu'un corps mort couvert de fleurs et d'épines. ».

### Rôle en Saxe et rencontre avec le maréchal Oudinot
La comtesse gère son temps entre ses propriétés de Saxe et la France, elle poursuit son action d'informatrice dévouée à l'Empire. À Weimar, elle est reçue chaleureusement par le grand-duc et la grande-duchesse de Bade fidèles alliés de Napoléon. Partout on salue la « digne amie de Napoléon ». Sa proximité avec la Grande duchesse lui permet de recueillir des informations et de pouvoir transmettre à Napoléon ce qui se trame par l'entremise de la duchesse de Courlande entre Talleyrand et l'Empereur de Russie.
Lors de sa dernière entrevue avec l'Empereur au palais des Tuileries, avant son départ pour la Saxe, celui-ci lui remet entre autres, un paquet scellé, portant le sceau impérial, contenant des lettres destinées au tsar et portant l'inscription « À l'empereur Alexandre qui fut mon ami. », ainsi que plusieurs lettres pour le roi de Bavière. Ce paquet elle le conservera jusqu'en 1822, date à laquelle elle pourra enfin le remettre à Augsbourg au prince Eugène qui assurera la transmission.
Le 10 juin 1813, Napoléon prend possession du palais Brühl-Marcolini à Dresde, la comtesse est reçue plusieurs fois en ce lieu.
Pendant la campagne de Saxe de 1813, le maréchal Oudinot reçoit pour mission de prendre toutes ses dispositions pour assurer la mise en vigueur de l'armistice de Pleiswitz du 4 juin 1813. Le château royal de Dahme qui lui est dévolu est inhabitable, il opte alors pour Lubbenau; propriété de la comtesse de Kielmannsegge. Elle est ravie de recevoir ce maréchal dont Napoléon lui disait à Dresde : « Oudinot c'est l'homme à la conscience irréprochable. ». Une grande amitié s'établit entre eux, elle disait : « l'enveloppe extérieure de cette belle âme semble puiser toute sa solidité dans la rigidité d'un caractère fort. »
Après la bataille de Leipzig (16-19 octobre 1813), Oudinot et son État-Major rejoignent l'armée napoléonienne en retraite. C'est pour Charlotte le début d'une période très difficile. La haute noblesse saxonne se déchaîne contre la comtesse. Elle est accusée de trahison, arrêtée à Mersebourg et emmenée au quartier général des généraux Vorontsov et Bernadotte pour interrogatoire. On la soupçonne de détenir des documents mais on ne trouve rien lors des perquisitions. À partir de cette époque, elle est reléguée dans son domaine de Haute Lusace, mise sous haute surveillance et considérée comme une personne politiquement dangereuse. En 1818 les autorités de Saxe lui interdiront de communiquer et de rencontrer des membres de la famille Bonaparte.

### Dernières années
Elle apprend en juillet 1821 la nouvelle de la mort de l'Empereur. Elle prit le deuil et ne le quitta plus, conservant comme des reliques des objets ayant appartenu à Napoléon, allant même jusqu'à racheter le palais Marcolini. Cette attitude amena un certain nombre de rumeurs et de légendes concernant ses rapports avec l'Empereur.
En 1840, elle s'établit au Wasserpalais près de Dresde, se convertit au catholicisme, comme le lui avait souvent demandé Napoléon et demeura fidèle à la devise qu'il lui avait donnée « Seule et soumise ». Elle est gravée sur sa tombe dans l'ancien cimetière catholique de Dresde où elle fut inhumée le 26 avril 1863.

### Descendance
Enfants de son premier mariage :
- Carl Rochus 1797-1801

- Rochus Hermann 1797-1878

- Louise Alexandra 1799-1804

Enfants de son second mariage :
- Natalie Charlotte 1803-1883

- Alfred 1804-1862

## Lettres et hommages

### Napoléon
Dernière lettre reçue de Napoléon par l'intermédiaire de François Antommarchi. Grâce à l'entremise de Lord Holland, elle arriva à Augsbourg : « Après moi vous remettrez cet autographe au roi de Bavière avec le paquet scellé que je vous ai confié en 1813 au palais Marcolini et l'autre que je vous ai envoyé par l'abbé Buonavita. Le roi est prié de les faire parvenir à l'empereur Alexandre qui y verra comme nous avons été desservis. Hors Eugène, ne dîtes rien à ma famille. Sur ce rocher votre bonne foi a été l'un de mes bons souvenirs....Soyez catholique. Adieu, croyez à un revoir. Longwood, 23 avril 1821 »

### Catherine de Westphalie à la comtesse Kielmannsegge
- « C'est avec un grand plaisir, ma chère comtesse, que nous avons lu vos lettres et avec joie que nous nous rappelons les instants pendant lesquels le hasard vous amena dans nos parages. […] Vous savez que nous deux, mon mari et moi, avons pour vous les mêmes sentiments. Vous ne serez donc pas étonnée de nous entendre vous exprimez le désir de vous avoir cet hiver près de nous. » Catherine de Wesphalie, Bade près Vienne, 3 octobre 1818.
- « Ma chère Comtesse, représentez- vous notre douleur quand hier, nous avons reçu la lettre et y avons lu les insultes auxquelles vous avez été en butte à la frontière. Nous espérons que le gouvernement aura assez d'honnêteté pour réparer l'affront qui vous a été fait. » Catherine de Westphalie, Schœnau, le 10 décembre 1818.
- « Envoyez-moi, je vous prie, les détails qui vous ont été communiqués sur la mort de l'empereur. […] Vous qui semblez mieux renseignée que nous à ce sujet, ayez la bonté de nous donner de vos nouvelles. » Catherine de Westphalie, Trieste, le 11 décembre 1821[13].

### Maréchal Oudinot
- « Votre lettre du 17 mai m'a causé une joie que seule votre venue en France pourrait encore surpasser. […] Je vous prie d'être mon interprète auprès de vos bons habitants de Lubbenau. C'est le plus sûr moyen de vous exprimer ma gratitude pour l'amitié que vous m'avez conservée. » Maréchal Oudinot, Duc de Reggio, Paris, le 12 juillet 1817[14].